# Pompeo Grisoni

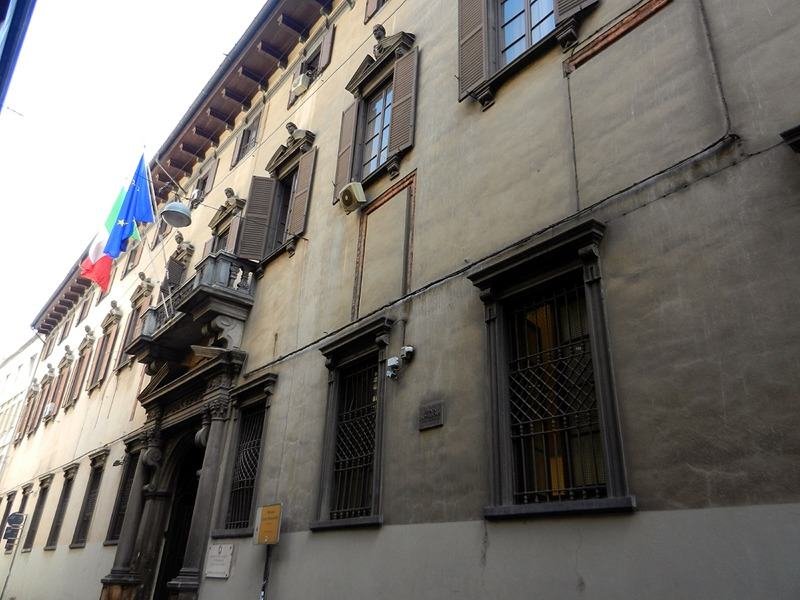
Vista de la fachada del palacio Erba-Odescalchi en Milán frente al que se produjo el incidente que daría lugar a la muerte de Pompeo.

El conde Pompeo Grisoni (también Pompeo Grissoni y, en alemán, Pompejus Grissoni) (-Milán, 15 de marzo de 1833) fue un noble y militar italiano, conocido por las circunstancias de su muerte en duelo.

## Biografía
Fue hijo del matrimonio formado por el conde Francesco Grisoni y Mariana Pola. Por parte de padre era miembro de una familia patricia veneciana que se había exiliado a Treviso en el siglo XIII. Tuvo una hermana, Giuseppina (1808-1837), que contrajo matrimonio en 1835 con Alfred, conde de Neipperg.
Como era habitual en los jóvenes de la nobleza, siguió la carrera militar en el ejército del Imperio austríaco. A principios de 1833 era teniente en el regimiento de húsares n. º 5 "Carlos Alberto, rey de Cerdeña", estando estacionado en Milán, capital del reino lombardo-véneto, parte del Imperio austríaco.
El martes de Carnaval de ese año de 1833, Pompeo y su amigo el teniente Radetzky (hijo del general homónimo) tuvieron un encontronazo con el polaco Karol Dembowski. Se apunta a que, a pesar de que el causante fue Radetzky, fue Grisoni quien se hizo responsable. El encontranazo se produjo frente al palacio Erba Odescalchi.
Como consecuencia el 15 de marzo de 1833 se produjo un duelo a espada entre Grisoni y Dembowski. Grisoni fue muerto por Dembowski.